# Harmosta
El harmosta (griego antiguo ἁρμοστής/harmotês o harmostêr, literalmente conciliador) era el magistrado espartano encargado de gobernar las guarniciones establecidas en las polis donde tenía presencia la Liga del Peloponeso. Probablemente el empleo de la palabra harmosta sea más antiguo, y designaría a los funcionarios enviados a las ciudades periecas para asegurar su sumisión a Esparta.

## Historia
La primera mención a los harmostas, en el sentido nuevo del término, se remonta al año 421 a. C., año en el que se instalaron guarniciones en las ciudades de Anfípolis y de Torone (en Tracia), sometidas por Brásidas. Hasta entonces, dicho general espartiata no había establecido guarniciones permanentes.
Esparta aprovechó la derrota de los atenienses en la expedición a Sicilia (415-413 a. C.) para acelerar la instalación de estos magistrados, aunque el incremento del número de guarniciones militares se debió a la definitiva victoria espartana contra Atenas tras la batalla de Egospótamos, (en 405 a. C.). Por todas partes donde Esparta impuso su autoridad, Lisandro fue encargado por los éforos de instalar harmostas a la vez que oligarquías dirigidas por colegios de diez magistrados elegidos entre las heterías locales.
Los harmostas estaban supeditados a los éforos y tenían por misión supervisar la acción de los generales, así como aportar sostén a las oligarquías. Atenas fue objeto de una atención particular de los harmostas, cuando las guarniciones ocuparon el centro urbano; el harmosta Calibio, instalado en la Acrópolis, sostuvo el régimen despótico de los Treinta Tiranos.
Interviniendo con cualquier excusa, y a menudo con brutalidad o al menos con desacierto, los harmostas dejaron un mal recuerdo en las ciudades ocupadas y contribuyeron a destruir la imagen de Esparta. Por ello, los éforos comenzaron a inquietarse por los efectos nocivos de su política, y despidieron a varios harmostas después de haber suprimido entre 399 y 396 a. C. los colegios oligárquicos que gobernaban las ciudades de Asia Menor bajo su control.
Sin embargo, Agesilao parece haber restablecido en seguida los harmostas, con motivo de su campaña militar en Asia Menor, (396-395 a. C.). Aprovechando la llamada de Agesilao a Esparta en 394 a. C., Atenas desalojó a los harmostas del espacio egeo.
Se intentó reglamentar su restablecimiento con la Paz de Antálcidas, siempre que Esparta obedeciera las estipulaciones firmadas: llamamiento de los harmostas de Asia Menor, pero persistió en instalar guarniciones (383 a. C., en Cadmea después de la toma de Tebas). A pesar de un nuevo acuerdo con Atenas en 374 a. C., Esparta solo los retiró tras la derrota de Leuctra frente a Tebas en 371 a. C.